# يوزو
يوزو (باليابانية: ゆず) هي فرقة ديو غناء بوب روك يابانية. تأسست في سنة 1996 وهي تتكون من يوجين كيتاغاوا وكوجي إيواساوا. كلاهما ينحدران من مدينة يوكوهاما. أنتجت الفرقة أكثر من 20 ألبوم منذ تأسيسها. اشتهرت الفرقة بأغنيتي هيوتاري إيتاي وأغنية ناغربوشي كيراري الخاصتين بنهاية مسلسل أنمي القناص في سنة 2011.